# Laura Tyson
Laura d'Andrea Tyson, née le 28 juin 1947, est une économiste américaine et ancienne cheffe du président du Conseil des conseillers économiques américain au cours de la présidence de Bill Clinton. Elle a servi en tant que directrice du Conseil économique national, et est actuellement professeure à la Haas School of Business de l'Université de Californie à Berkeley.

## Biographie
Tyson est née Laura d'Andrea dans le New Jersey. Sa mère était suédoise et néerlandaise et son père était italo-américain. Tyson est diplômée avec mention honorifique avec un B. A. en économie de l'université de Smith College, en 1969, et a obtenu son doctorat en économie de l'Institut de technologie du Massachusetts (MIT) en 1974. Son directeur de thèse a été Evsey Domar. Elle a rejoint le corps professoral du département des sciences économiques de l'université de Princeton en 1974 et est restée en poste jusqu'en 1977, lorsqu'elle est devenue professeur d'économie à l'université de Californie à Berkeley. Elle a été nommée professeur en administration des affaires, en 1990. Elle est mariée à l'écrivain Erik S. Tarloff et a un fils, Elliot S. Tarloff. Son frère, Alan d'Andrea, un Américain, est chercheur sur le cancer à la Alvan T. et Alto D. Fuller American Cancer Society et il est professeur de radio-oncologie à l'École de médecine de Harvard. Sa sœur, Susan d'Andrea Lee, est examinatrice de la supervision de la Banque de réserve fédérale de New York, à la retraite, actuellement conseillère politique au Bureau de la recherche financière, au Département américain du Trésor à Washington DC.

## Carrière
De 2002 à 2006, Tyson a été la première femme doyenne de la London Business School. De 1998 à 2001, elle a été Doyenne de la Haas School of Business. Elle a servi dans l'administration Clinton, au titre de présidente du Conseil des conseillers économiques de 1993 à 1995. Elle a été porte-parole en faveur du GATT, en argumentant avec Sir James Goldsmith sur Charlie Rose que les emplois américains seraient augmentés grâce à l'accord commercial. Tyson a été directrice du National Economic Council de 1995 à 1996. Tyson a été membre du Conseil sur les relations étrangères depuis 1987, directrice du conseil de Morgan Stanley depuis 1997, directrice du conseil de AT&T depuis 1999, directrice du conseil de Eastman Kodak et est membre du Commitee on Capital Market Regulation. En décembre 2009, il a été annoncé que Tyson allait rejoindre CB Richard Ellis au conseil d'administration le 4 mars 2010. Tyson se trouve également au Conseil stratégique QIFINANCE.
Tyson a publié un certain nombre de livres et d'articles sur la compétitivité de l'industrie, le commerce, et aussi sur les économies de l'Europe centrale et de leurs transitions vers des systèmes de marché,.
D'un point de vue économique, Tyson est chroniqueuse également dans le magazine Bloomberg Businessweek : elle écrit régulièrement sur des sujets nationaux et internationaux en matière économique dans le Washington Post, le New York Times et dans d'autres journaux et magazines à l'échelle nationale et internationale.
En plus de son poste de professeure à l'université de Berkeley, Tyson est également membre du conseil d'administration, à l'université de Berkeley du Blum Centre pour les Économies en développement. Le Centre est axé sur la recherche de solutions pour répondre à la crise de l'extrême pauvreté et de la maladie dans les pays en voie de développement.
Tyson a rejoint Berkeley Research Group, LLC, une société experte en services consultatifs cofondée par David Teece, en 2010, à titre de conseillère spéciale. Tyson avait été consultante pour LECG, un autre conseil consultatif d'experts de la firme fondée par Teece, de 1997 à 2001.
Depuis 2012, elle a écrit des chroniques mensuelles pour les médias internationaux de l'organisation Project Syndicate.
En novembre 2013, Tyson fonde l'Institute for Business and Social Impact à l'université de Californie, à Berkeley, Haas School of Business.